# موج سرما
موج سرما (که در بعضی از مناطق به عنوان ضربه محکم و ناگهانی سرما یا طلسم سرما شناخته می‌شود) یک پدیدهٔ آب‌وهوایی است که با خنک شدن هوا مشخص می‌شود. به طور خاص، همانطور که توسط سرویس خدمات هواشناسی ملی ایالات متحده آمریکا مورد استفاده قرار می‌گیرد، موج سرما موجب پایین رفتن دما در یک دورهٔ ۲۴ ساعته می‌شود که نیاز به حفاظت قابل ملاحظه‌ای برای کشاورزی، صنعت، تجارت و فعالیت‌های اجتماعی دارد. معیار دقیق برای موج سرما، با نرخی که دمای آن کاهش می‌یابد، و حداقل آن را کاهش می‌دهد است. حداقل این درجه حرارت وابسته به منطقه جغرافیایی و زمان سال است.
در ایالات متحده، طلسم سرما به عنوان درجه حرارت متوسط ملی زیر ۲۰ درجه فارنهایت (−۷ درجه سلسیوس) تعریف شده است. موج سرما هم می‌تواند به عنوان حجم و مدت کافی یک شیوع هوای سرد (شهس) رده‌بندی شود.